# Gerichtsbezirk Mauerkirchen
Der Gerichtsbezirk Mauerkirchen war ein dem Bezirksgericht Mauerkirchen unterstehender Gerichtsbezirk im politischen Bezirk Braunau am Inn (Bundesland Oberösterreich). Der Gerichtsbezirk wurde 2005 aufgelöst und das Gebiet dem Gerichtsbezirk Braunau am Inn zugeteilt.

## Geschichte
Der Gerichtsbezirk unterstand ursprünglich als „Landgericht Mauerkirchen“ dem Herzogtum Bayern. Im Zuge des Bayerischen Erbfolgekrieges musste Bayern jedoch 1779 das Innviertel durch den Frieden von Teschen Österreich an Österreich abtreten und wurde Teil von Österreich ob der Enns. Der Gerichtsbezirk von Mauerkirchen umfasste zuletzt die Gemeinden:
Altheim, Aspach, Burgkirchen, Helpfau-Uttendorf, Höhnhart, Mauerkirchen, Moosbach, Polling im Innkreis, Roßbach, St. Veit im Innkreis, Treubach und Weng im Innkreis.
Auf Grund von Gemeindezusammenlegungen waren ursprünglich auch weitere, ehemals selbständige Gemeinden Teil des Gerichtsbezirks Mauerkirchen, beispielsweise Stern, Weirading und Sankt Laurenzen (heute Teil Altheims). Zudem musste der Gerichtsbezirk Mauerkirchen 1898 die Ortschaften Breitenberg, Bucheck, Gstocket, Haslau, Schweigesreit, Sollach und Winkelpoint (damals Gemeinde Höhnhart) an die neu gebildete Gemeinde Maria Schmolln im Gerichtsbezirk Mattighofen abtreten.
Mit der Bezirksgerichts-Verordnung der Österreichischen Bundesregierung wurde am 12. November 2002 die Auflösung des Gerichtsbezirks Mauerkirchen und die Zuweisung des Gebietes zum Gerichtsbezirk Braunau am Inn beschlossen, mit 1. Jänner 2005 trat die Verordnung in Kraft.